# Olivier Jacquemond
Pour les articles homonymes, voir Jacquemond.
Olivier Jacquemond, né en 1980 à Paris, est un écrivain, essayiste et poète français.

## Biographie
Il a soutenu sa thèse sur l'« Amitié pour l’inconnu sans ami : politique et écriture de l'amitié » à l'université Paris 7 en 2008 sous la direction d'Étienne Tassin. Il est également chercheur invité à l'université Columbia.
De 2001 à 2008, il fait partie du comité de lecture de l'émission Un livre, un jour sur France 3.
Il est enseignant-chercheur en sciences humaines, chargé du développement des enseignements en sciences humaines à l'École supérieure du commerce extérieur (ESCE).
En Novembre 2017, il lance le projet du Livre Fantôme, un manuscrit écrit au fur et à mesure de sa publication sur Instagram.

## Ouvrages
- Acrylique, Sens & Tonka, 2003, traduit en italien par Chiara Manfrinato pour les éditions Azimut, 2007.
- Les 3 secrets, t. 2 : En hommage à Guy Debord, Paris, Sens & Tonka, coll. « Calepin 10/Vingt » (no 13), 2005 (ISBN 978-2-84534-121-0, OCLC 492434101).
- Les 3 secrets, Sens & Tonka, 2008.
- New York Fantasy, Mercure de France, 2009.
- Le Chœur des tristes, Mercure de France, 2011.
- Le Juste nom de l’amitié, Nouvelles Éditions Lignes, 2011.
- Paris Happening, Mercure de France, 2013[2].